# Zungri
Zungri ist eine italienische Stadt in der Provinz Vibo Valentia in Kalabrien mit 1837 Einwohnern (Stand 31. Dezember 2023).

## Lage und Daten
Zungri liegt 20 km südwestlich von Vibo Valentia und etwa 5 km vom Meer entfernt. Die Ortschaft befindet sich auf 571 m Meereshöhe auf der Nordseite des Poro Hochplateurs und umfasst eine Fläche von rund 24 km², bei einer Einwohnerzahl von 2229 Zungresi. Die erste bekannte schriftliche Erwähnung datiert auf 1310. Die Nachbargemeinden sind Briatico, Cessaniti, Drapia, Filandari, Rombiolo, Spilinga und Zaccanopoli. 

## Sehenswürdigkeiten
Auf dem Gemeindegebiet befinden sich noch Spuren mittelalterlicher Siedlungen. Es handelt sich dabei um Höhlenwohnungen, die direkt in den Tuffsteinfelsen eingehauen wurden, auf dem sich das heutige Städtchen erstreckt. Die Behausungen mit teils mehreren Räumen stammen aus dem 12. bis 14. Jahrhundert. Sie dienten der damaligen Bevölkerung als Schutzräume vor den Angriffen der Sarazenen ab Beginn des 12. Jahrhunderts.